# Округи Бангладеш

Зілаи Бангладеш

Бангладеш поділяється на 64 зіл (округ) (জেলাসমূহ, districts), а ті на упазіли. До 1982 року одиницями третього рівню були і тхани. В країні було 482 упазіл і 599 тхан, але з 1982 року тхани також отримали статус упазіл.

## Барісал
- Баргуна
- Барісал
- Бхола
- Джалокаті
- Патуакхалі
- Піроджпур

## Дака
- Дакка
- Фарідпур
- Газіпур
- Гопалгандж
- Кішоргандж
- Мадаріпур
- Манікгандж
- Муншигандж
- Нараянгандж
- Нарсінгді
- Раджбарі
- Шаріатпур
- Тангайл

## Кхулна
- Багерхат
- Чуаданга
- Джессор
- Дженайда
- Кхулна
- Куштія
- Магура
- Мехерпур
- Нарайл
- Саткхіра

## Міменсінгх
- Джамалпур
- Міменсінгх
- Нетрокона
- Шерпур

## Раджшахі
- Богра
- Джайпурхат
- Наогаон
- Натор
- Навабгандж
- Пабна
- Раджшахі
- Сіраджгандж

## Рангпур
- Дінаджпур
- Гайбандха
- Куріграм
- Лалмонірхат
- Нілпхамарі
- Панчагарх
- Рангпур
- Тхакургаон

## Сілхет
- Маулвібазар
- Сілхет
- Сунамгандж
- Хабігандж

## Читтагонг
- Бандарбан
- Брахманбарія
- Коксс-Базар
- Комілла
- Кхаграчхарі
- Лакшміпур
- Ноакхалі
- Рангаматі
- Фені
- Чандпур
- Читтагонг